# Isometrus maculatus
El escorpión marrón menor (Isometrus maculatus) es una especie de escorpión de la familia Buthidae.

## Distribución
Tiene una distribución pantropical. Ha sido introducido accidentalmente en Hawái. En la península ibérica ha sido introducido en la zona costera de Huelva.